# Mięguszowiecki Szczyt
Mięguszowiecki Szczyt, Mięguszowiecki Szczyt Wielki (niem. Große Mengsdorfer Spitze, słow. Veľký Mengusovský štít, węg. Nagy-Menguszfalvi-csúcs, 2439 m n.p.m., według wcześniejszych pomiarów 2438 m) – szczyt Tatr Wysokich, znajdujący się w grani głównej Tatr na granicy polsko-słowackiej, pomiędzy Cubryną (oddziela je Hińczowa Przełęcz, 2323 m) a Mięguszowieckim Szczytem Pośrednim (oddziela je Mięguszowiecka Przełęcz Wyżnia 2323 m). Jest drugim co do wysokości szczytem w Polsce (20. w Tatrach) i najwyższym z Mięguszowieckich Szczytów (najwyższym na obszarze Polski, gdyby przyjąć za kryterium wysokość jedynie głównego wierzchołka; „polski” wierzchołek Rysów nie jest wierzchołkiem głównym). Jego północna ściana jest najwyższą ścianą w Tatrach o nachyleniu przekraczającym 45°, osiąga ona 1043 m wysokości. Alfred Martin w roku 1908 pisał o nim: „Jeden z najpotężniejszych i najpiękniejszych szczytów, jakie mają Tatry Wysokie”.
Mięguszowiecki Szczyt wznosi się nad dwiema walnymi dolinami. Po polskiej, północnej stronie jest to Dolina Rybiego Potoku, po południowej, słowackiej Dolina Hińczowa będąca jednym z pięter Doliny Mięguszowieckiej. Od nazwy tej ostatniej doliny pochodzi nazwa Mięguszowieckich Szczytów i innych okolicznych obiektów, nazwa zaś doliny pochodzi od wsi Mięguszowce, do której niegdyś należały te tereny. W środowisku wspinaczkowym potocznie szczyt jest zwany Mięguszem lub określany skrótem MSW.

## Opis szczytu
Szczyt ma dwa wierzchołki: zachodni (główny) i wschodni niższy (2427 m), rozdzielone Mięguszowiecką Szczerbą. Poniżej wschodniego wierzchołka, w grani opadającej na Mięguszowiecką Przełęcz Wyżnią, wznosi się Mięguszowiecka Baszta (2410 m), oddzielona od kopuły szczytowej Mięguszowiecką Szczerbinką. W masywie Mięguszowieckiego Szczytu wyróżnia się następujące formacje skalne:
- ściana północno-zachodnia opadająca do górnej części Żlebu Hińczowej Przełęczy i na Wielką Galerię Cubryńską,
- ściana północna, która poprzez Mały Bańdzioch opada na Wielki Piarg. Dzieli się na trzy części – najwyższa partia, tzw. kopuła ściany szczytowej o wysokości ponad 200 m, część środkowa opadająca od ukośnej, trawiasto-piarżystej galeryjki do Małego Bańdziocha, w którym nawet latem często widoczny jest znad Morskiego Oka płat śniegu. Ścianę nad kotłem przecinają trzy żleby. Poniżej kotła znajduje się dolna część ściany. Formacje skalne w tej ścianie: Gruszka, Szypułka, Mały Bańdzioch, Depresja Paszczaka, Płyta Paszczaka, Zachód Wallischa, Żleb Krygowskiego, Żleb Chmielowskiego, Środkowy Bastion, Środkowe Trawniki, Nietoperz, Komin Krygowskiego, Depresja Korosadowicza, Rynna Wawrytki, Filar Zaremby, Klimkowa Ławka, Zachód Janczewskiego, Zachód Marusarza, Piknik pod Wiszącą Skałą, Kluczowe Zacięcie
- mający wysokość około 880 m północno-wschodni filar zwany Mięguszowieckim Filarem, na dole kończący się bardzo popularną wśród taterników Czołówką MSW,
- ściana wschodnia o wysokości około 400 m, opadająca z wierzchołka wschodniego do Bańdziocha, czyli Wielkiego Kotła Mięguszowieckiego. Jej lewą krawędź stanowi żleb schodzący z Mięguszowieckiej Przełęczy Wyżniej. Przez środkową część ściany jest poprowadzona bardzo trudna droga wspinaczkowa, tzw. droga Świerza. Nazwa upamiętnia taternika Mieczysława Świerza, który wraz z Janem Humpolą przeszedł ścianę w dniu 22 września 1921 r.,
- zbudowana z kilku części ściana południowa opadająca do Doliny Hińczowej. Przecinają ją dwie wyraźne galeryjki (zachody): Niżnia Mięguszowiecka Ławka i Wielka Mięguszowiecka Ławka (ta ostatnia przecina również ścianę Mięguszowieckiego Szczytu Pośredniego). Inne formacje skalne tej ściany: Mięguszowiecki Balkon, Czarny Filar, Komin Komarnickiego i Żleb Franza[7].

Powyżej Hińczowej Przełęczy, w zachodniej grani Mięguszowieckiego Szczytu, znajduje się Mięguszowiecka Turniczka (2361 m). Jest to pierwsza od strony przełęczy, wyraźnie górująca nad granią turnia. Mięguszowiecka Turniczka jest nieco wysunięta w kierunku południowym, stąd wyraźnie widoczna jest od południa, z Doliny Hińczowej. W widocznym znad Morskiego Oka Bańdziochu zalega Lodowczyk Mięguszowiecki – największy w polskich Tatrach, noszący cechy szczątkowego lodowca, płat wiecznego śniegu (tzw. śnieżnik).
Od strony Mięguszowieckiej Przełęczy pod Chłopkiem południowymi zboczami masywu na szczyt wiedzie Droga po Głazach, niedostępna dla niedoświadczonych turystów. Nazwa drogi pochodzi od płytowych skał, zwanych głazami.

## Historia zdobycia
- Pierwsze wejścia na Mięguszowiecki Szczyt:
  - latem – Ludwik Chałubiński z przewodnikami: Wojciechem Rojem i Maciejem Sieczką 28 czerwca 1877 r.,
  - zimą – Ernst Dubke, Alfred Martin, Johann Breuer i Johann Franz 13 lutego 1906 r.
- Pierwsze zimowe przejście północną ścianą: Zbigniew Korosadowicz i Jan Staszel 7–9 kwietnia 1936 r.[9] „Wierchy” uznały to za największy sukces zimowego taternictwa w ogóle[4]
- Pierwsze przejście Drogi po Głazach: F. Kratter i przewodnik Jędrzej Wala młodszy (ok. 1883).
- Pierwsze odnotowane wejście na Mięguszowiecką Turniczkę (podczas wejścia na szczyt Mięguszowieckiego Szczytu zachodnią granią) – Zygmunt Czerny, Jan Czerwieński, Feliks Tylka 31 sierpnia 1907 r.

W obrębie masywu dochodziło do wielu wypadków z udziałem taterników i turystów. We wrześniu 1992 r. wskutek załamania pogody na drodze Świerza zginął instruktor Jerzy Hirszowski i troje młodych taterników.

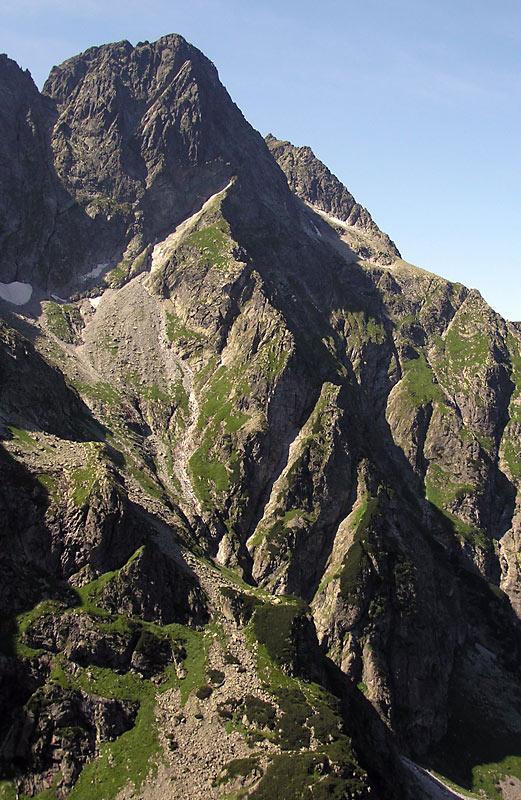
Mięguszowiecki Filar
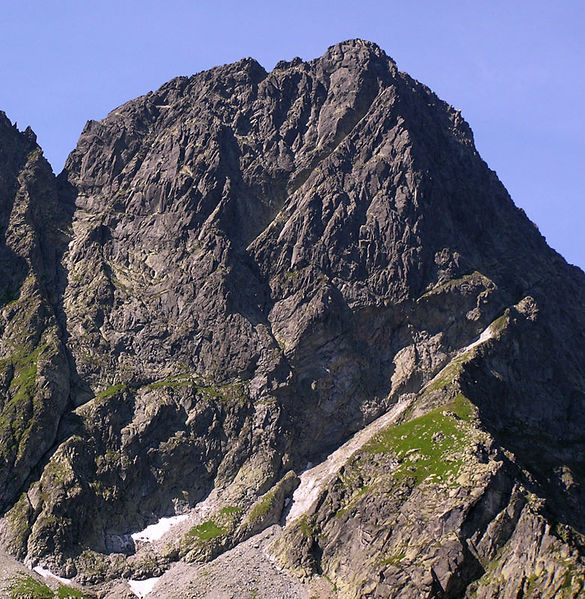
Ściana wschodnia
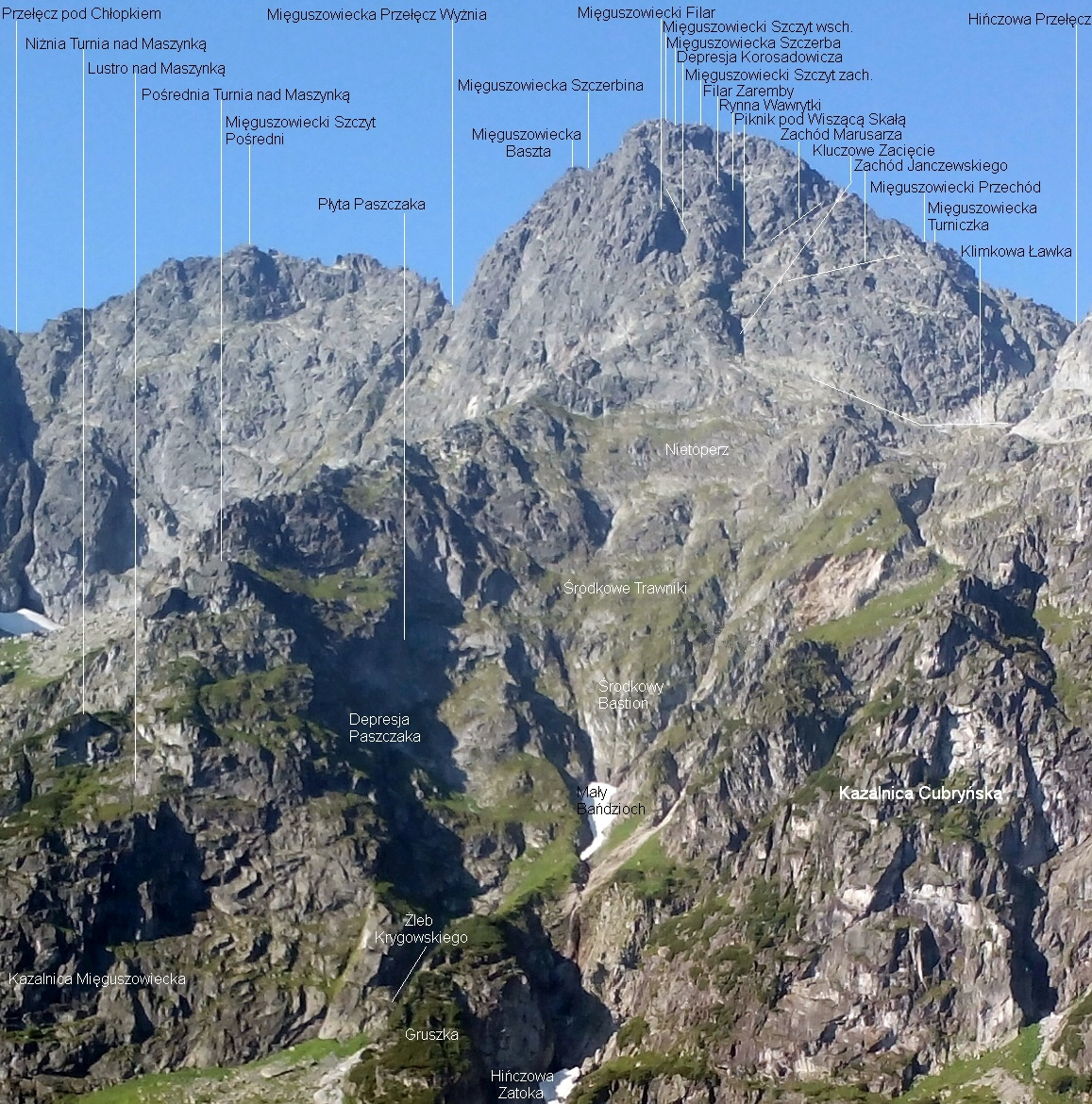
Ściana północna
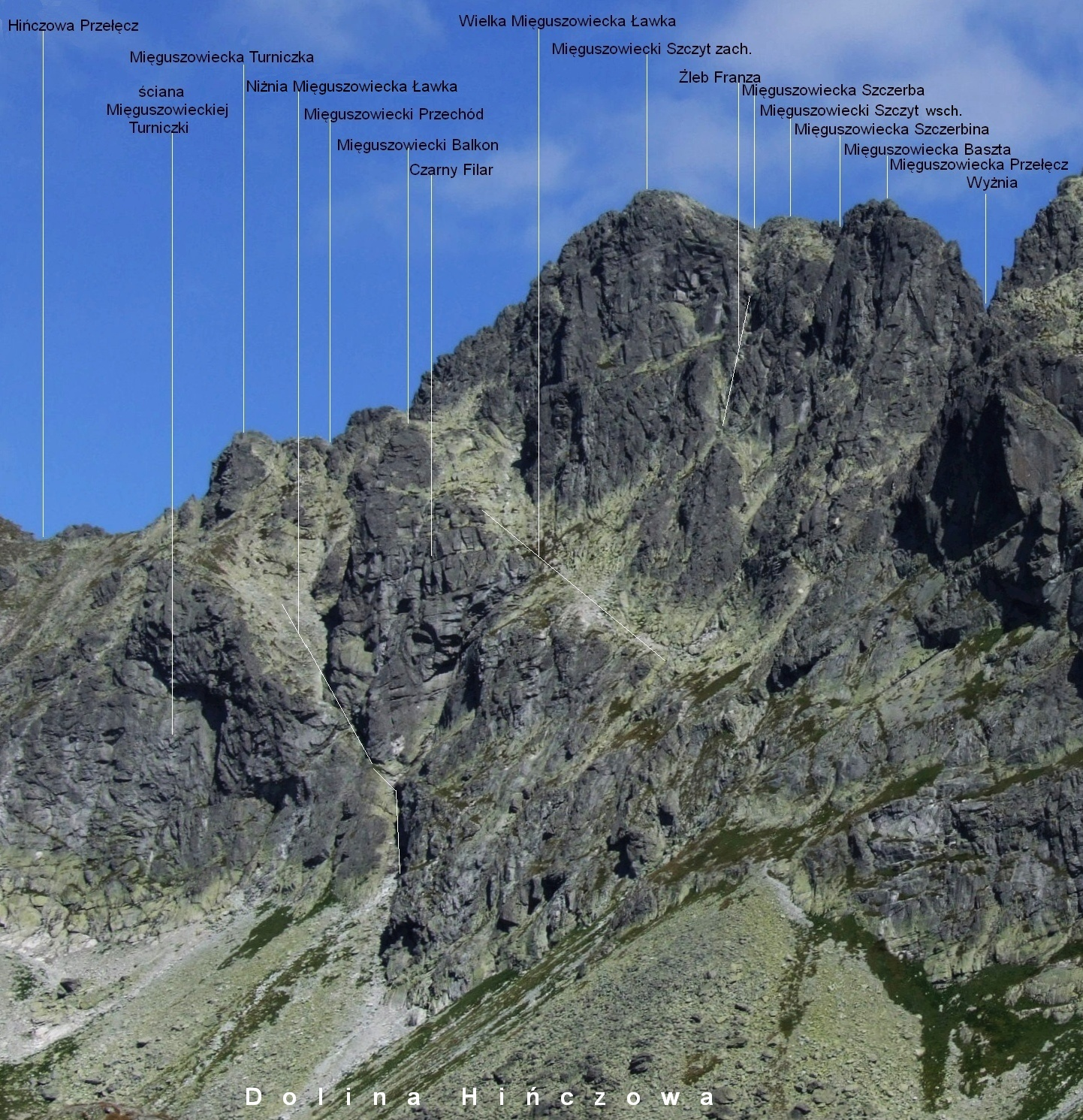
Ściana południowa
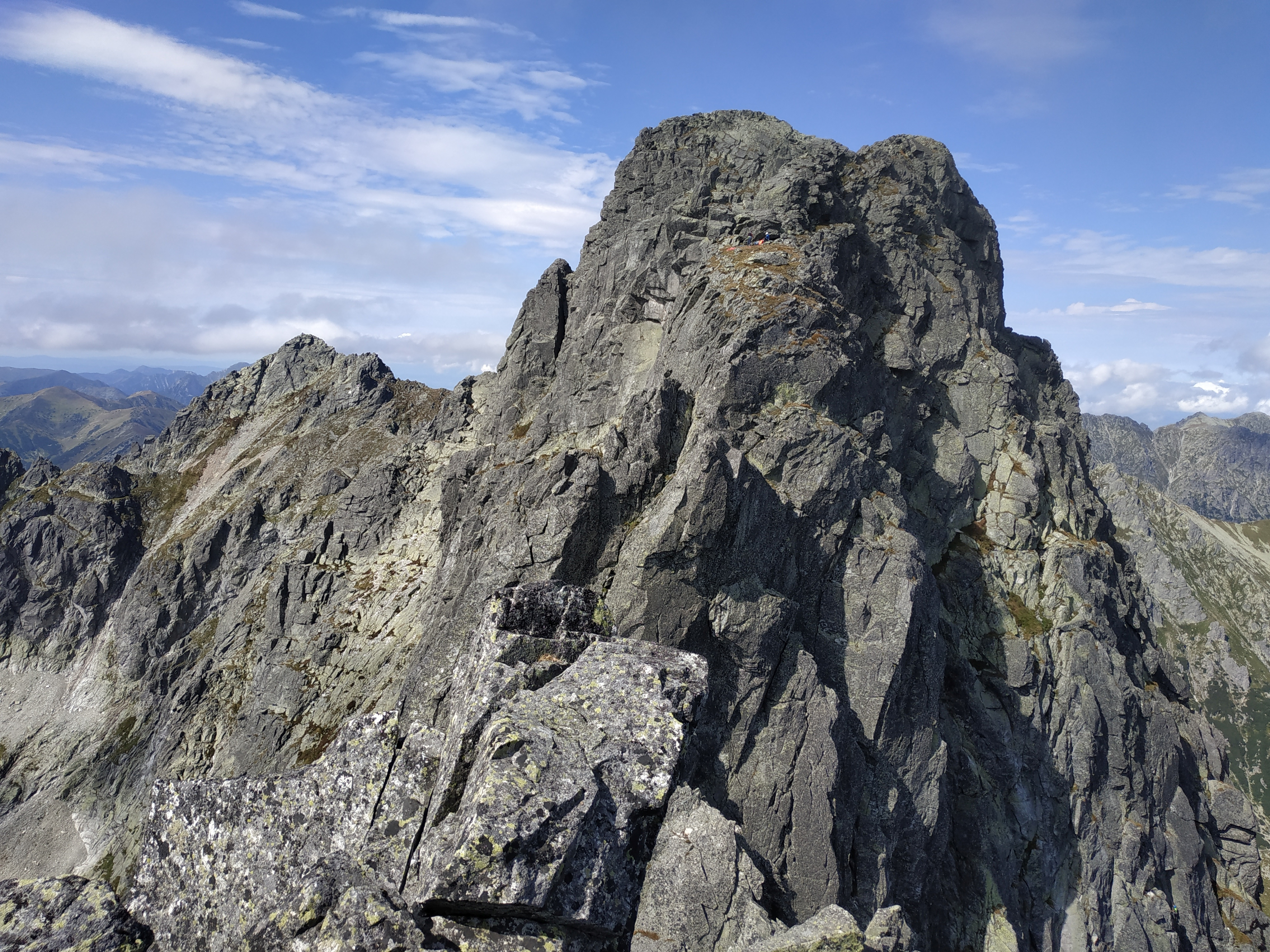
Szczyt i grań zachodnia
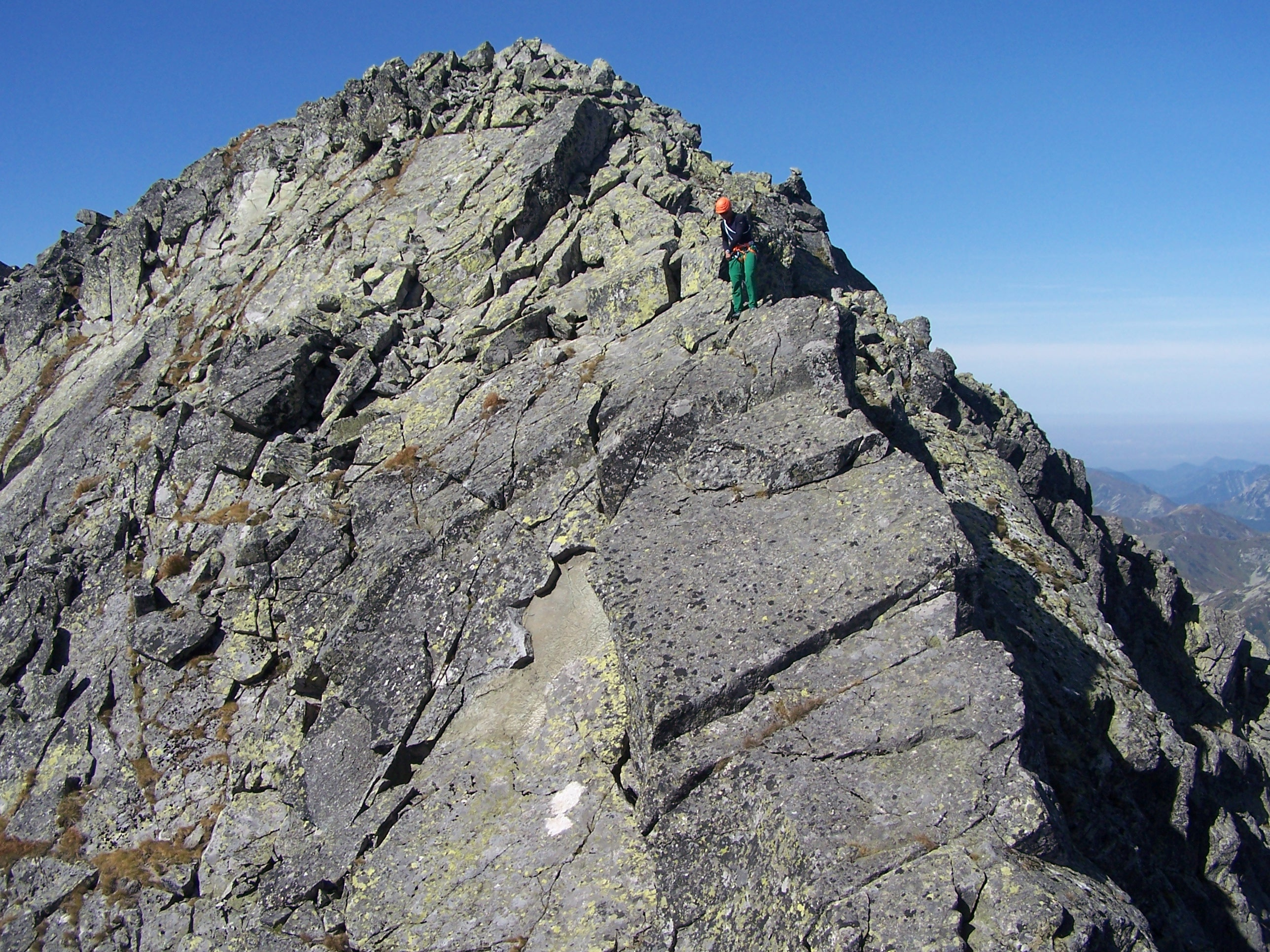
Zejście ze szczytu

## Turystyka i taternictwo
Mięguszowiecki Szczyt jest jednym z nielicznych tatrzańskich szczytów, na których wejście najłatwiejszą nawet drogą graniczy już z taternictwem. Drogi prowadzące w masywie Mięguszowieckich Szczytów nie są znakowane ani ubezpieczone żadnymi sztucznymi ułatwieniami, są mylne, zawikłane i przepaściste. Dostępne są jedynie dla taterników oraz bardzo wprawnych turystów górskich z dobrą orientacją w terenie. Ci ostatni mogą zdobyć Mięguszowiecki Szczyt dwiema najłatwiejszymi drogami. Są one jednak trudniejsze, niż ścieżka Orlej Perci. Na takie samodzielne zdobycie tego szczytu mogą pozwolić sobie tylko nieliczni, pozostali mogą go zdobyć z przewodnikiem tatrzańskim. Najłatwiejsza droga na Mięguszowiecki Szczyt prowadzi z Doliny Hińczowej przez Hińczową Przełęcz, oprócz niej są jeszcze dwie inne, względnie łatwe drogi.
- Z Doliny Hińczowej, od Wielkiego Stawu Hińczowego: słowacka droga normalna (najłatwiejsza droga). Staw obchodzi się wschodnią stroną. Kilkadziesiąt metrów powyżej niego droga opuszcza dawny słowacki szlak na Mięguszowiecką Przełęcz pod Chłopkiem (był znakowany na zielono, zlikwidowano go w 1976 roku) i wspina się na skos w lewo przez rumowiska i trawniki pod ścianę Mięguszowieckiego Szczytu Pośredniego. Dalej prowadzi u podstawy ściany aż do znajdującego się w linii spadku wierzchołka Mięguszowieckiego Szczytu Pośredniego, wysoko wcinającego się piarżyska. Piarżyskiem tym skośnie w lewo systemem rynien do góry około 150 metrów do małego kociołka w linii spadku Mięguszowieckiej Przełęczy Wyżniej. Jest to prawy, dolny skraj Wielkiej Mięguszowieckiej Ławki. W tym miejscu droga normalna łączy się z Drogą po Głazach[7].
- Od Mięguszowieckiej Przełęczy pod Chłopkiem: Droga po Głazach. Od połączenia z drogą normalną ścieżka prowadzi Wielką Mięguszowiecką Ławką przez trawki, piargi i płyty skalne około 200 metrów w górę na Mięguszowiecki Balkon. Tutaj droga łączy się z drogą z Hińczowej Przełęczy omijającą północno-zachodnią grań[7].
- Od Hińczowej Przełęczy: obejście północno-zachodniej grani z prawej, po stronie Doliny Hińczowej. Z Mięguszowieckiego Balkonu droga pnie się ku grani płytką depresją z niskimi progami przez około 100 metrów. Około 10 metrów poniżej grani zaczyna się system wąskich półek. Półkami w prawo raz w górę, raz w dół około 100 metrów pod wielką niezbyt stromą płytę. Płytą tą w prawo na podwierzchołkowy taras zasłany blokami skalnymi, a z tarasu w lewo na wierzchołek[7].

Wejście na szczyt od Morskiego Oka przez Przełęcz pod Chłopkiem, a następnie Drogą po Głazach zajmuje około 5 godzin, od Morskiego Oka przez Galerie Cubryńskie i Hińczową Przełęcz – 4–5 godzin, z Doliny Mięguszowieckiej od Wielkiego Stawu Hińczowego – 2 godziny (od Popradzkiego Stawu 3–4 godziny).
Mięguszowiecki Szczyt jest dla taterników popularnym obiektem wspinaczkowym. Jest na nim bardzo dużo dróg wspinaczkowych o zróżnicowanych trudnościach. Rekordy popularności bije Czołówka MSW. Szczególnie atrakcyjny jest od polskiej strony. Latem taternicy wspinają się tu głównie na Czołówce MSW i przechodzą grań Mięguszowieckich Szczytów. Na Mięguszowieckim Filarze, ścianie wschodniej, północnej i północno-zachodniej wspinają się głównie zimą, raczej rzadko. Ściana południowa jest mało popularna: słowaccy taternicy mają bardziej atrakcyjne ściany, nawet w Dolinie Mięguszowieckiej, dla polskich jest zbyt odległa.
Na Mięguszowieckim Szczycie zginęło co najmniej 15 polskich taterników.